# 82 v.Chr.

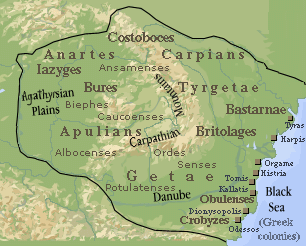
Dacië rond 82 v.Chr. onder Burebista

Het jaar 82 v.Chr. is een jaartal in de 1e eeuw v.Chr. volgens de christelijke jaartelling.

## Gebeurtenissen

### Italië
- In Rome verslaat Lucius Cornelius Sulla buiten bij de stadspoort Porta Collina, de Samnieten en de aanhangers van de "Volkspartij". Sulla wordt uitgeroepen tot dictator voor het leven, hij herstelt de macht van de Senaat en verbetert het rechtsstelsel.
- Gnaeus Pompeius Magnus onderdrukt de opstandige populares in Sicilië (de graanschuur van Rome) en Noord-Afrika, hij keert als Imperator terug en krijgt door zijn overwinningen de eretitel Magnus.
- De 18-jarige Julius Caesar vlucht uit Rome en vertrekt naar Klein-Azië. Hij dient als stafofficier in het leger, in de Romeinse provincies Asia en Cilicië.

### Oost-Europa
- Koning Boerebista (82 - 44 v.Chr.) sticht het Dacische Rijk (Roemenië), hij verenigt de Daciërs in Walachije en maakt de Keltische stammen van Bohemen en Moravië schatplichtig.
- Einde van de Tweede Mithridatische Oorlog, Mithridates VI van Pontus verslaat de Romeinen bij de rivier de Halys (Rode Rivier), Sulla respecteert de "Vrede van Dardanus" en het Pontische leger trekt zich terug uit Frygië.

### Midden-Oosten
- De Hasmonese koning Alexander Janneüs verovert de Golanhoogten en de meeste steden van de Dekapolis. Hij dwingt Aretas III, koning van de Nabateeërs, Perea aan het Joodse koninkrijk af te staan, maar deze kan de stad Philadelphia behouden.
- Alexander Janneüs laat langs de landsgrens de versterkte forten Alexandrium, Hyrcania en Machaerus bouwen.

## Geboren
- Gaius Licinius Macer Calvus (~82 v.Chr. - ~47 v.Chr.), Romeins redenaar en dichter
- Julia Caesaris (~82 v.Chr. - ~54 v.Chr.), dochter van Julius Caesar
- Publius Terentius Varro (~82 v.Chr. - ~35 v.Chr.), Romeins neoterisch dichter
- Vercingetorix (~82 v.Chr. - ~46 v.Chr.), Gallische koning en veldheer

## Overleden
- Gnaius Papirius Carbo (~135 v.Chr. - ~82 v.Chr.), Romeins consul en veldheer (53)
- Quintus Mucius Scaevola (~140 v.Chr. - ~82 v.Chr.), Romeins staatsman en pontifex maximus (58)